# 3252 Johnny
3252 Johnny è un asteroide della fascia principale. Scoperto nel 1981, presenta un'orbita caratterizzata da un semiasse maggiore pari a 2,664643 UA e da un'eccentricità di 0,111700, inclinata di 12,714725° rispetto all'eclittica. Ha un diametro di 7,807 km, un periodo di rotazione di 3,5467 ore e un'albedo di 0,419.
Fa parte della famiglia di asteroidi Eunomia.
È dedicato a Johnny Carson, noto conduttore televisivo americano.